# Invisible, Inc.
Invisible, Inc. est un jeu vidéo mêlant infiltration, tactique au tour par tour et rogue-like. Il est développé par Klei Entertainment et publié le 12 mai 2015 sur PC (Microsoft Windows, Linux, Mac OS),,. Un portage pour la PlayStation 4 est prévu pour 2016.

## Histoire
Le joueur prend les rênes d'une agence d'espionnage, en fuite depuis la prise de son bâtiment par ses ennemis. Le but du joueur sera de mener plusieurs opérations sur les positions adverses afin de préparer la contre-attaque finale.

## Système de jeu
Chaque niveau prend place sur un plateau quadrillé en vue du dessus. Le joueur contrôle plusieurs personnages qui se déplacent case par case et tour par tour. Ceux-ci doivent récupérer un objet, qui dépend de la mission, et atteindre ensuite un ascenseur qui sert de sortie au niveau. Divers objectifs secondaires se trouvent sur sa route, tout comme des gardes. Chaque personnage a un certain nombre de points d'action par tour, qu'il peut dépenser pour se déplacer ou pour effectuer d'autres manœuvres.
Chaque niveau est généré procéduralement.
Une partie est constituée de plusieurs niveaux. Le joueur peut choisir ceux qu'il souhaite faire sur une carte du monde; il consomme du temps de trajet lorsqu'il va de l'un à l'autre. Toutes les 24 heures, le niveau des missions disponibles augmente. Après 72 heures, le joueur doit accomplir une mission finale,.

## Commercialisation
Invisible, Inc. est publié le 12 mai 2015 sur PC (Microsoft Windows, Linux, Mac OS),,.
En août 2017, une version collector est éditée par IndieBox.

## Accueil
Invisible, Inc. a reçu une note agrégée de 80 % par Metacritic.